# 封裝 (物件導向程式設計)

封裝，一種將抽象性函式介面的實作細節部份包裝、隱藏起來的方法

在物件導向程式設計方法中，封裝（英語：Encapsulation）是指，一種將抽象性函式介面的實作細節部份包裝、隱藏起來的方法。同時，它也是一種防止外界呼叫端，去存取物件內部實作細節的手段，這個手段是由程式語言本身來提供的。封裝被視為是物件導向的四項原則之一。
適當的封裝，可以將物件使用介面的程式實作部份隱藏起來，不讓使用者看到，同時確保使用者無法任意更改物件內部的重要資料，若想接触資料只能通过公开接入方法（Publicly accessible methods）的方式（ 如："getters" 和"setters"）。它可以讓程式碼更容易理解與維護，也加強了程式碼的安全性。

## 解释
在面向对象的语言里，封装往往指以下两个相关联但是独立的概念，有时候这两者是存在因果关系。
1. 一种编程语言的机制，限制直接访问某些对象的部件。[3][4]
2. 一种编程语言的结构体，其将数据和操作该数据的方法绑在一起，提供了便利性。[5][6]

一些编程语言的研究者和学者将定义①或者定义①+②作为辨认一门语言是否为面向对象语言的标准之一。一些编程语言提供了闭包作为封装，但是这种功能不属于面向对象的范畴。
在许多编程语言里，组件并不会自动隐藏并且能够被重写，因此，一些倾向于定义②的人会将信息隐藏（information hiding）作为一个单独的定义③列举出来。
在使用类的大多面向对象的编程语言中，虽然封装是被支持的，但是仍有其他替代品可以选择。

### 封装和继承
《Design Patterns》的作者们曾经大篇幅地讨论封装和继承的矛盾。根据他们自身的经验，设计师们滥用继承。他们认为继承将破坏封装，考虑父类的实现细节将暴露给子类。
父类的内部实现对于子类来说是不透明的（实现一个子类时， 你需要了解父类的实现细节， 以此决定是否需要重写某个方法）。同时，一旦父类被修改，因为子类依赖着父类，所以子类的实现也需要被重新审视。

## 信息隐藏
封装可以隐藏成员变量以及成员函数，对象的内部实现通常被隐藏，并用定义代替。举个例子，仅仅对象自身的方法能够直接接触或者操作这些成员变量。隐藏对象内部信息能供保证一致性：当用户擅自修改内部部件的数据，这可能造成内部状态不一致或者不可用；隐藏对象内部信息能阻止这种后果。一个众所周知的好处是，降低系统的复杂度和提高健壮性。
大多数语言（如：C++、C#、 Delphi、Java）通过设定等级去控制内部信息隐藏，经典的是通过保留字 public 暴露信息和 private隐藏信息。一些语言（如： Smalltalk 和 Ruby ）只允许对象去访问隐藏信息。
通常，也是存在方法去暴露隐藏信息，如通过反射(Ruby、Java、C#、etc.)或名字修饰(Python)。

## 程式範例

### 保留字

#### C#範例
这是一段C#代码，演示了如何使用private关键字限制变量的访问：
```
namespace
 
Encapsulation
 

{

	
class
 
Program
 

	
{

		
public
 
class
 
Account
 

		
{

			
private
 
decimal
 
accountBalance
 
=
 
500.00
m
;

			
public
 
decimal
 
CheckBalance
()
 

			
{

				
return
 
accountBalance
;

			
}

		
}

		
static
 
void
 
Main
()
 

		
{

			
Account
 
myAccount
 
=
 
new
 
Account
();

			
decimal
 
myBalance
 
=
 
myAccount
.
CheckBalance
();

			
/* Main方法能够通过public的“CheckBalance”方法确认账户余额，但是不能更改它 */

		
}

	
}

}

```

#### JAVA範例
下面是Java的演示程序:
```
public
 
class
 
Employee
 
{

    
private
 
BigDecimal
 
salary
 
=
 
new
 
BigDecimal
(
50000.00
);

    

    
public
 
BigDecimal
 
getSalary
()
 
{

        
return
 
salary
;

    
}

    
public
 
static
 
void
 
main
()
 
{

        
Employee
 
e
 
=
 
new
 
Employee
();

        
BigDecimal
 
sal
 
=
 
e
.
getSalary
();

    
}

}

```

### 名字修饰（Name mangling）
下面是Python的要给实例，Python并不支持隐藏变量。然而约定俗成，_var 形式的变量被认为是私有变量。
```
class
 
Car
:
 
    
def
 
__init__
(
self
):

        
self
.
_maxspeed
 
=
 
200

 
    
def
 
drive
(
self
):

        
print
(
f
'maximum speed is 
{
self
.
_maxspeed
}
'
)

 

redcar
 
=
 
Car
()

redcar
.
drive
()
  
# 打印 'maximum speed is 200'

redcar
.
_maxspeed
 
=
 
10

redcar
.
drive
()
  
# 打印 'maximum speed is 10'

```